# Exocentroides
Exocentroides is een kevergeslacht uit de familie van de boktorren (Cerambycidae). De wetenschappelijke naam van het geslacht werd voor het eerst geldig gepubliceerd in 1957 door Breuning.

## Soorten
Exocentroides omvat de volgende soorten:
- Exocentroides flavipennis Breuning, 1957
- Exocentroides flavovarius Breuning, 1957
- Exocentroides multispinicollis Breuning, 1957
- Exocentroides unispinicollis Breuning, 1957